# Vladimír Frák
Vladimír Frák (* 15. srpna 1961, Levoča) je bývalý československý lyžař, sdruženář. Po skončení aktivní kariéry působí jako trenér a sportovní funkcionář.

## Lyžařská kariéra
Na XIV. ZOH v Sarajevu 1984 skončil v severské kombinaci na 25. místě.